# بردلی گاردنز (نیوجرسی)
بردلی گاردنز (به انگلیسی: Bradley Gardens) یک منطقهٔ مسکونی در ایالات متحده آمریکا است که در بریجواتر، نیوجرسی واقع شده‌است. بردلی گاردنز ۱۱٫۹۵۵ کیلومتر مربع مساحت و ۱۴٬۲۰۶ نفر جمعیت دارد و ۳۵ متر بالاتر از سطح دریا واقع شده‌است.